# Konstanty Laidler

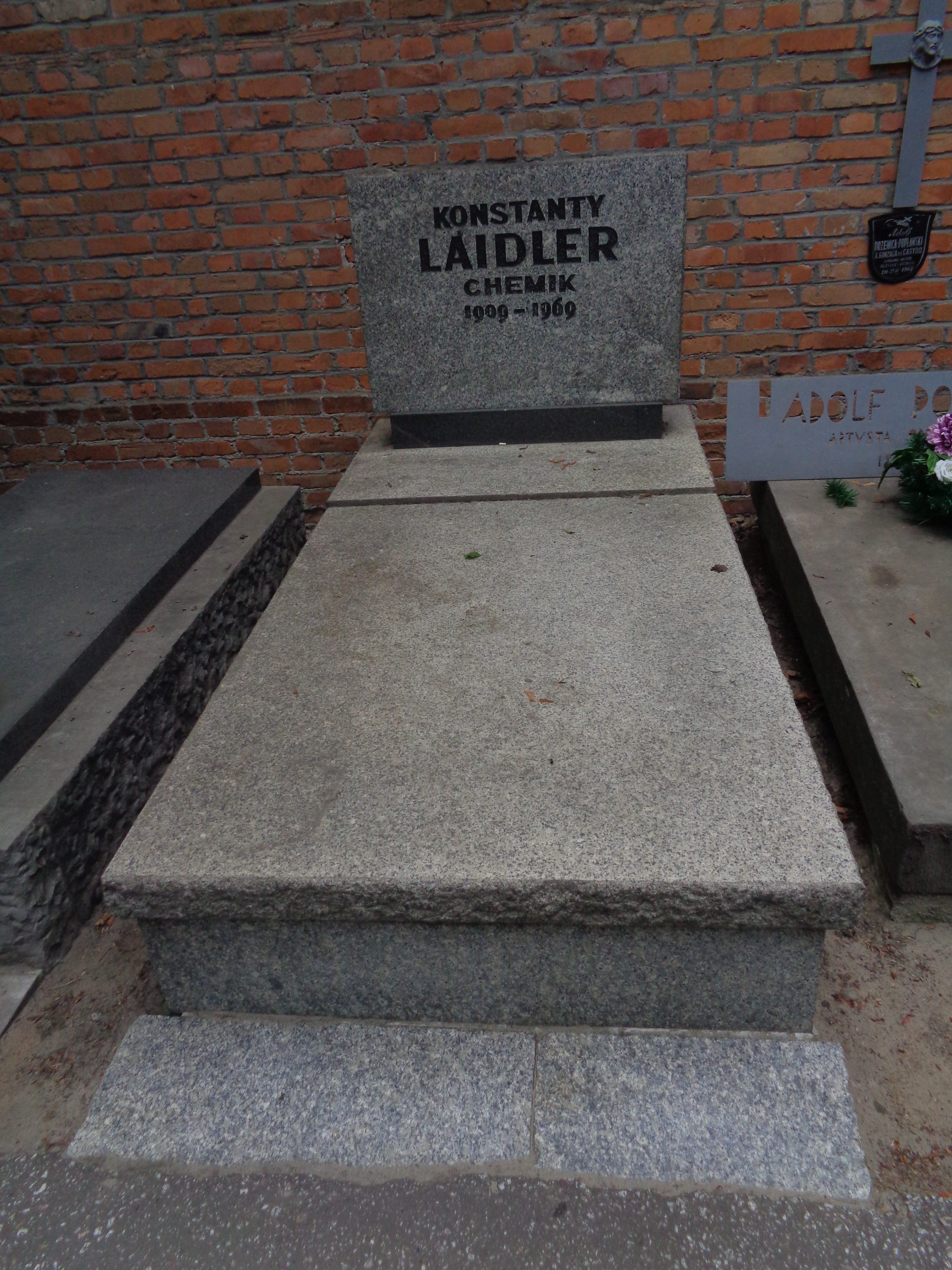
Grób Konstantego Laidlera na cmentarzu Powązkowskim

Konstanty Laidler (ur. 13 sierpnia 1909 w Czerniowcach, zm. 17 stycznia 1969 w Warszawie) – polski chemik, organizator przemysłu chemicznego w Polsce po II wojnie światowej.

## Życiorys
Syn Kazimierza. W 1927 ukończył IV Państwowe Gimnazjum im. Jana Długosza we Lwowie. Następnie studiował chemię na Politechnice Lwowskiej (1928–1933). W 1934 rozpoczął pracę w Laboratorium Badawczym Rafinerii „Polnin” w Drohobyczu, zajmując się ekstrakcją rozpuszczalnikową olejów mineralnych. We wrześniu 1934 zgłosił się do odbycia jednorocznej ochotniczej służby wojskowej. Przez pierwszych dziesięć miesięcy uczył się w Szkole Podchorążych Rezerwy Artylerii we Włodzimierzu Wołyńskim, a następnie odbył dwumiesięczną praktykę w jednostce artylerii. W tym czasie mieszkał we Lwowie przy ul. Ossolińskich 17a. Na stopień podporucznika został mianowany ze starszeństwem z 1 stycznia 1937 i 7. lokatą w korpusie oficerów rezerwy artylerii. W latach 1935–1936 pracował w Koksowni Polskich Kopalń Skarbowych w Knurowie, skąd pod koniec 1936 przeszedł do Wydziału Badawczego Państwowych Zjednoczonych Fabryk Związków Azotowych w Chorzowie i Mościcach. W tych latach prowadził również w Mościcach prace badawcze nad aldehydem mrówkowym.
Po kampanii wrześniowej przedostał się najpierw do Francji, następnie do Szkocji, gdzie pełnił funkcję oficera obserwacyjnego dywizji pancernej. Pracował w Biurze Studiów Wojskowego Instytutu Technicznego w Edynburgu i w Londynie w sekcji paliwowej, a następnie od 1943 do 1947 w liverpoolskiej Firmie Budowy Instalacji Chemicznych „Bamag”, najpierw jako doradca techniczny a następnie jako zastępca kierownika Biura Kwasu Azotowego i Nawozów Azotowych.
Po powrocie do Polski,  od czerwca 1947 do 31 grudnia 1947 był głównym inżynierem w „Pękachem” w Gliwicach. W 1948 przeszedł do Zjednoczenia Nawozów Sztucznych w Gliwicach kolejno na stanowiska kierownika Działu Inwestycji oraz kierownika Biura Budowy III Fabryki Związków Azotowych „Kędzierzyn”, przeprowadzając ich odbudowę po zniszczeniach wojennych. Od 1 października 1948 do 31 stycznia 1949 pełnił obowiązki dyrektora naczelnego Zakładów Azotowych w Kędzierzynie i równolegle dyrektora Działu Projektowania Koordynacji i Inwestycji Zakładów Przemysłu Azotowego w Kędzierzynie. Od lutego 1949 do 31 marca 1952 był zastępcą dyrektora ds. technicznych, a następnie do 30 czerwca 1955 – zastępcą dyrektora ds. inwestycyjnych.
Z jego inicjatywy podjęto w Kędzierzynie, po raz pierwszy na terenie Polski, produkcję mocznika. Z jego inicjatywy uruchomiono również produkcję dwucyjanodwuamidu, melaminy, metanolu, formaliny, pomocniczych środków dla włókiennictwa, nawozów płynnych, w tym wody amoniakalnej.
W latach 1955–1960 był wicedyrektorem a następnie dyrektorem Departamentu Techniki Ministerstwa Przemysłu Chemicznego. W 1964 stanął na czele podległemu resortowi Instytutu Chemii Ogólnej. W 1966 został powołany na stanowisko zastępcy przewodniczącego Komitetu Nauki i Techniki. 
Zmarł w Warszawie, pochowany na cmentarzu Powązkowskim (kwatera Aleja Zasłużonych-1-145).

## Ordery i odznaczenia
- Krzyż Oficerski Orderu Odrodzenia Polski (9 lutego 1954)[2]
- Złoty Krzyż Zasługi (1 maja 1952)[8]

## Nagrody
- Nagroda Państwowa III stopnia (zespołowa) za opracowanie metod i zaprojektowanie urządzeń do wytwarzania i oczyszczania gazu, produkcji kwasu azotowego i saletrzaku w Zakładach Azotowych w Kędzierzynie (1955)[9]